# Carlota Carolina Carl de Donterberg
Carlota Carolina Carl de Donterberg (Ciudad Autónoma de Buenos Aires, 30 de mayo de 1907 – julio de 1983) fue una científica argentina especializada en botánica. Hija de Julio Carl, de origen alemán, y Carolina Meyer, argentina, desarrolló gran parte de su carrera en el Museo Argentino de Ciencias Naturales, donde en 1948 se convirtió en la primera jefa del área de Botánica.
Se la considera una de las primeras mujeres científicas dedicadas al reordenamiento y crecimiento de las colecciones de algas de agua dulce (Charofíceas) del museo. En 1973, asumió como jefa de la sección Algología, consolidando su contribución al estudio, catalogación, clasificación, e investigación de estas especies.
Obtuvo su licenciatura en Ciencias Naturales en la Facultad de Ciencias Exactas y Naturales de la Universidad de Buenos Aires en 1939, facultad en la que posteriormente se dedica a la docencia. Su vínculo con el Museo Argentino de Ciencias Naturales comenzó en 1932, inicialmente como voluntaria, hasta que en 1934 logró un cargo oficial en la institución. En los años 60 se destaca su trabajo como Investigadora Científica. Dada su facilidad con el idioma alemán, tradujo investigaciones y libros botánicos. Durante la mudanza del Museo a su sede actual, Carlota desempeñó un papel fundamental en el cuidado y reordenamiento del herbario. Además de identificar los nuevos ejemplares que ingresaban, asumió tareas de montaje y conservación, respondiendo a la necesidad de suplir la falta de personal técnico.